# Eusebius Joseph Beltran
Eusebius Joseph Beltran KC*HS (* 31. August 1934 in Ashley, Pennsylvania, USA) ist emeritierter römisch-katholischer Erzbischof von Oklahoma City.

## Leben
Eusebius Joseph Beltran empfing am 14. Mai 1960 die Priesterweihe für das Bistum Atlanta.
Am 17. Februar 1978 ernannte ihn Papst Paul VI. zum ersten Bischof des neugegründeten Bistums Tulsa. Die Bischofsweihe spendete ihm am 20. April 1978 der Erzbischof von Oklahoma City, Charles Salatka; Mitkonsekratoren waren Thomas Andrew Donnellan, Bischof von Atlanta, und Andrew Joseph McDonald, Bischof von Little Rock.
Am 24. November 1992 wurde er von Johannes Paul II. zum Erzbischof von Oklahoma City ernannt. Am 16. Dezember 2010 nahm Papst Benedikt XVI. Beltrans aus Altersgründen vorgebrachtes Rücktrittsgesuch vom Amt des Erzbischofs von Oklahoma City an.
Eusebius Beltran ist Großkomtur des Ritterordens vom Heiligen Grab zu Jerusalem der US-amerikanischen Statthalterei Southwestern Lieutenancy. Er wurde für sein Engagement mit der silbernen Palme von Jerusalem ausgezeichnet. Er ist Mitglied der Kolumbusritter.